# 大名府路
大名府路，宋朝和金朝的路。
宋仁宗庆历八年（1048年），北宋设置大名府路，是河北四安抚使路之一。治所在大名府（今河北省大名县），辖境包括今河北省大名县、成安县、威县，山东省徒骇河西北，河南省濮阳市、浚县和卫河上游以西，黄河以北。宋高宗建炎元年（1127年），改为河北东路。
金朝正隆二年（1157年），设置大名府路，治所在大名府（今河北省大名县），辖境包括今河北省大名县，山东省东明县、河南省长垣县以北，河南省范县、山东省夏津县、武城县以西，河南省濮阳市以东。
下辖大名府（河北大名县）、恩州（山东武城县）、濮州（山东鄄城县）、开州（河南濮阳市）。
蒙古帝国废除。

## 长官

### 金朝
关于金朝的大名府路兵马都总管兼大名尹，参见大名府